# 林田和孝
林田 和孝（はやしだ かずたか、1951年8月12日 - ）は、神奈川県横浜市出身の日本の柔道家。

## 経歴
横須賀学院高校時代に渡辺道場の渡辺利一郎から柔道の基本を指導された。東海大学へ進学すると、東京オリンピック重量級金メダリストの猪熊功と軽重量級の世界チャンピオンである佐藤宣践から強い影響を受けた。卒業後に茨城県の鉾田一高の教員となると、1974年には茨城県代表として国体教員の部で優勝を飾った。1975年にはインターハイの準々決勝で山下泰裕率いる東海大相模高校に敗れた。
翌年にはその東海大相模高校に転任した（山下は入れ替わりで卒業）。1977年には第1回の全日本教員柔道大会で優勝を飾った。指導者としては1981年のインターハイ団体戦で全国大会初優勝を果たした。その後もインターハイをはじめ、高校選手権や金鷲旗で数多くの優勝を成し遂げた。1994年には後のシドニーオリンピック100 kg級金メダリスト井上康生を指導することになったが、長い指導者人生の中で｢練習をやめろ｣と言ったのは井上くらい、とことん練習にあけくれる選手だったという。井上の他にも村田正夫、窪田茂、上水研一朗、羽賀龍之介、小泉翔太郎、桜庭大世など多数の有名選手を育成した。2002年のインターハイ後に監督を教え子の高橋洋樹に譲って総監督に就任することとなった。総監督時代の2008年と2009年には、1986年及び1987年の世田谷学園高校に続いて史上2校目となる2年連続の高校団体3冠を達成した(高校選手権、金鷲旗、インターハイ)。一方、日本オリンピック委員会の強化スタッフや全日本柔道連盟の男子強化委員なども兼任した。2017年、国際武道大学総監督に就任。
2018年に国際武道大学女子監督に就任。

## 監督及び総監督としての実績
- 高校選手権　優勝6回(1993年、1996年、1999年、2007年-2009年)
- 金鷲旗　優勝5回(1990年、1991年、2007年-2009年)
- インターハイ　優勝8回(1981年、1985年、1990年、1993年、1994年、2001年、2008年、2009年)

(出典、、)。

## 書籍・DVD
- ビデオで観る 東海大相模の常勝術 スポーツDVD制作・販売のティアンドエイチ 2002年
- [部活柔道最強のポイント60 (コツがわかる本) ] メイツ出版 2011年 ISBN 4780409802
- 『柔道 世界で勝つための実戦的稽古 (差がつく練習法)』ベースボール・マガジン社（原著2015/12/1）。ISBN 4583108419。